# André Kaminker
Pour les articles homonymes, voir Kaminker.
André Kaminker est un traducteur et interprète français, né le 18 juillet 1888 à Saint-Gratien (actuellement dans le Val-d'Oise) et mort le 12 février 1961 à Neuilly-sur-Seine (actuellement dans les Hauts-de-Seine).
Il rejoint la France libre pendant la Seconde Guerre mondiale.
En 1945 et 1946, il participe en tant qu'observateur au procès de Nuremberg où, pour la première fois, l'interprétation simultanée est pratiquée de façon systématique.
Il est notamment le père de l'actrice française Simone Signoret, laquelle a adopté comme nom de scène le nom de jeune fille de sa mère, Georgette Signoret, épouse d'André.

## Biographie

### Origines familiales
André Kaminker naît le 18 juillet 1888 au no 22 de l'avenue de Catinat à Saint-Gratien (alors en Seine-et-Oise),, de Henry Kaminker, négociant en diamants, 33 ans, et de son épouse Ernestine Hirschler, 22 ans, sans profession.
Le père d'André Kaminker est issu d'une famille juive de l'empire d'Autriche-Hongrie : prénommé Henry sur l'acte de naissance (ainsi que sur l'acte de mariage) de son fils (Henryk en polonais, Heinrich en allemand), il est né à Cracovie en 1855 et va mourir à Anvers en 1914. Ses origines sont donc polonaises,,,.
La mère d'André Kaminker, Ernestine Hirschler, est née à Vienne en 1866 et morte en 1949. Henry et Ernestine Kaminker ont ensuite un autre fils, Georges (1890-1969), qui a aussi fait une carrière d'interprète de conférence.

### Jeunesse et acquisition de la nationalité française
Le père de famille Henry Kaminker étant diamantaire, il vit principalement à Anvers. André passe sa jeunesse dans cette ville où il est scolarisé en français (tout en apprenant le néerlandais). Il fait des études supérieures à l'université libre de Bruxelles, en droit et philosophie. 
Étant né en France, André Kaminker a la possibilité d'opter pour la nationalité française à sa majorité, ce qu'il fait en 1909. Devenu citoyen français, il effectue son service national de 1909 à 1911 comme aérostier. 

### Première guerre mondiale et suites
André Kaminker est mobilisé en 1914 et est versé dans l'infanterie.
À la fin du conflit, il décide de rester dans l'armée comme fonctionnaire civil (juriste) et est affecté aux troupes d'occupation en Rhénanie ; il s'occupe des problèmes de restitution des biens saisis par les Allemands en Alsace-Lorraine,. 

### Carrière ultérieure
Marié en 1920 et père d'une fille en 1921, André Kaminker rentre en France avec sa famille en 1923. 
Par la suite, André Kaminker est journaliste à la station de radio du Poste parisien, où il travaille avec Jacques-Paul Bonjean. En 1933, il réalise une traduction simultanée (chose inhabituelle à l'époque) du discours que Hitler prononce à Nuremberg à la suite de sa prise de pouvoir.
En 1940, il rejoint la France libre et devient speaker à Radio Brazzaville,, tandis que sa famille reste en France.
Après la Libération, il travaille comme interprète à l'ONU en cours de création et est envoyé en tant qu'observateur au procès de Nuremberg, car on y pratique pour la première fois de façon systématique l'interprétation simultanée ; plus tard, il devient chef interprète au Conseil de l'Europe.
Il participe, aux côtés de Constantin Andronikof (OECE) et de Hans Jakob (UNESCO) à la création, le 11 novembre 1953, de l'Association internationale des interprètes de conférence (AIIC) dont il devient le président.

### Vie privée
Le 17 avril 1920,, André Kaminker épouse à Paris 17e une Française, Georgette Signoret (11 janvier 1896 - 2 septembre 1984),, née à Paris (17e) d'un père marseillais, l'artiste-peintre Charles Louis Eugène Signoret (1867-1932) et d'une mère hennuyère, Léonie Célestine Dubois (née en 1865 sinon entre le 1er et le 11 janvier 1866),. 
André et Georgette Kaminker ont eu trois enfants :
- Henriette Charlotte Simonne[c] Kaminker, dite Simone Signoret (née en 1921 à Wiesbaden, morte en 1985 à Autheuil-Authouillet), actrice ;
- Alain Kaminker, cinéaste (1930-1958)[15] ;
- Jean-Pierre Kaminker, né en 1932 à La Baule, agrégé de grammaire, docteur en sciences du langage, militant syndical SNES, puis SNESup[16], maître de conférences à l'université de Perpignan de 1969 à 1996, auteur d'un ouvrage sur la condition des Juifs dans le département de Vaucluse pendant la guerre, La Persécution contrariée (Georgette Kaminker et ses deux fils ont vécu à Valréas en 1943 et 1944).

Par sa fille Simone Signoret, André Kaminker est le grand-père maternel de l'actrice Catherine Allégret, et un arrière-grand-père de l'animateur de télévision Benjamin Castaldi.

### Mort
André Kaminker meurt le 12 février 1961 à Neuilly-sur-Seine.